# Jakob Alt
Jakob Alt (* 27. September 1789 in Frankfurt am Main; † 30. September 1872 in Wien) war ein deutsch-österreichischer Landschaftsmaler, Zeichner und Lithograf.

## Leben

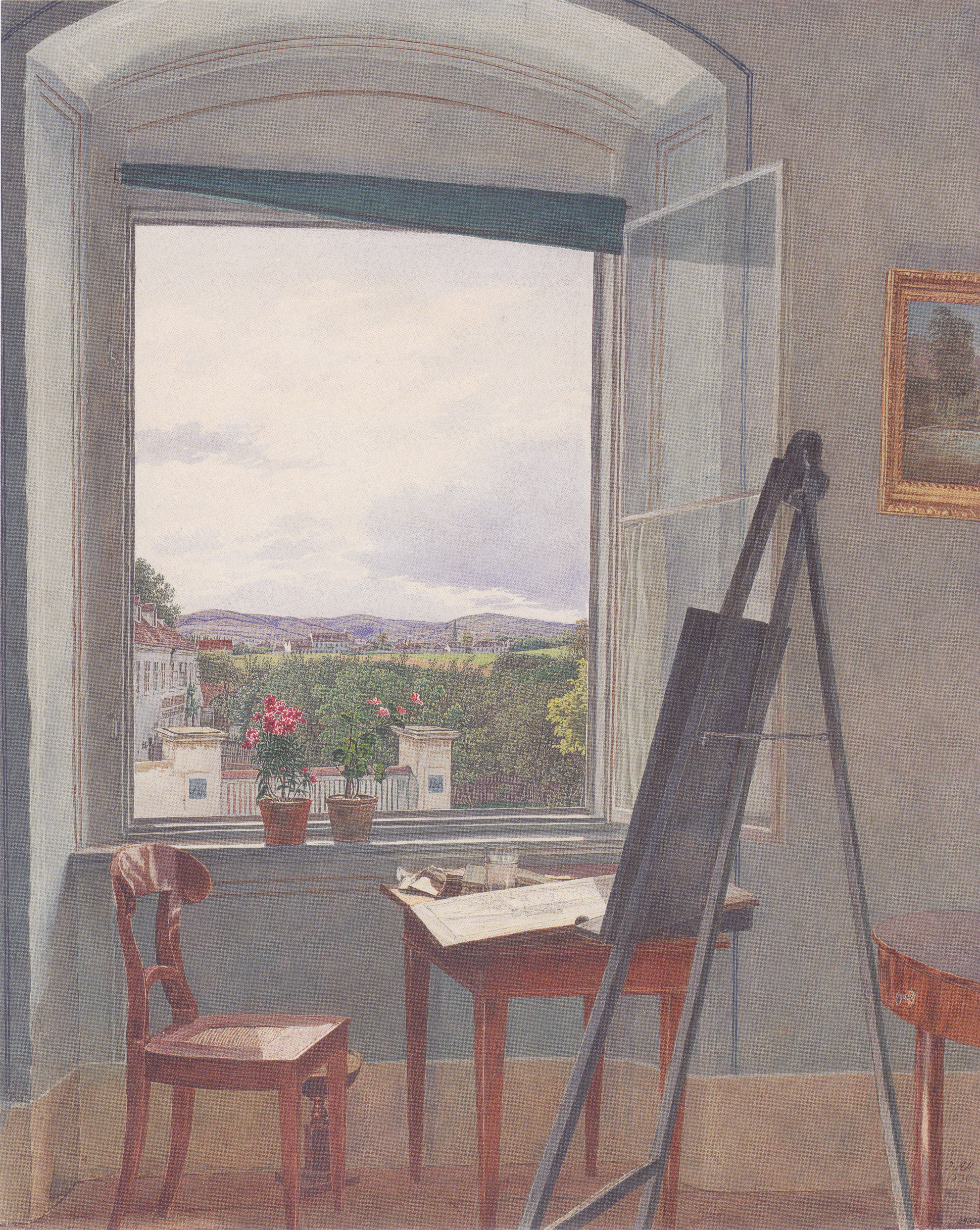
Jakob Alt: Blick aus dem Atelier des Künstlers in der Alservorstadt gegen Dornbach (1836)

Jakob Alt, Sohn des Frankfurter Schreiners Johann Leonhart Alt (1735–1798) und der Barbara Alt, geborene Horst (1808 gestorben), erhielt seinen ersten Kunstunterricht in seiner Geburtsstadt bei dem Miniaturmaler Johann Peter Beer (1782–1851) und dessen Vater Johann Friedrich Beer (1741–1804). 1810 kam er nach Wien, studierte jedoch entgegen früherer Überlieferung nicht an der Wiener Akademie Historienmalerei, sondern musste nach der schnellen Gründung einer Familie mit seiner Zimmerwirtin und späteren Ehefrau Maria Anna Schaller als Broterwerb an den Neuauflagen der Stadtveduten von Carl Schütz mitarbeiten.
Der Musik-, Landkarten- und Kunstverlag Artaria in Wien beauftragt ihn dann mit einer ersten eigenen Serie, „Mahlerische und merkwürdige Ansichten d. verschiedenen Provinzen der österreichischen Monarchie und der benachbarten Länder“, die zwischen 1813 und 1820 entstand. Alt bildete sich hierfür wohl weitgehend eigenständig als Landschaftsmaler aus.
Anschließend arbeitete er bis 1822 gemeinsam mit Johann Christoph Erhard, Jakob Gauermann und Johann Adam Klein an den kolorierten Umrissradierungen für das Sammelwerk „Mahlerische Reise durch die schönsten Alpengegenden des österreichischen Kaiserstaates“.
Ab 1822 entstand das von Adolph Friedrich Kunike gedruckte und herausgegebene Sammelwerk „Donau – Ansichten vom Ursprung bis zum Ausflusse ins Schwarze Meer. Nach der Natur und auf den Stein gezeichnet von Jakob Alt“ mit 264 bis 1826 entstandenen Bildern, für die Alt die vor Ort gesammelten Vorlagen selbst in die neue Technik der Lithographie übertrug.
Parallel dazu begann er 1823/24 mit den Arbeiten an den »vorzüglichsten Ansichten des k. k. Salzkammergutes und dessen Umgebung in Oberösterreich«, bei denen ihm zunehmend sein Sohn Rudolf half und die 1833 abgeschlossen wurden.
In den Jahren 1828 und 1833 bereiste er zweimal Oberitalien und hielt sich auch einige Zeit in Rom auf.
In späteren Jahren lithografierte Alt viele Veduten seines Sohnes Rudolf und arbeitete ansonsten hauptsächlich als Aquarellist, etwa ab 1833 für die so genannten Guckkastenbilder für Kaiser Ferdinand I. mit 302 großformatigen Ansichten von den schönsten Plätzen der österreichischen Monarchie und der angrenzenden Länder, von denen bis zur Abdankung des Kaisers 1848 Jakob und Rudolf Alt 170 Bilder schufen. „Für die Betrachtung dieser Bilder verwendete der Kaiser einen Kasten mit einem Hohlspiegel. An der Rückseite dieses Guckkastens wurden die Bilder eingeschoben und beleuchtet.“ Die Kunst der Aquarells erlebte in Wien durch die Blätter von Jakob Alt und seinem Sohn Rudolf eine Blütezeit, sie bildeten Landschaften und Standansichten mit naturalistischer Detailschärfe und atmosphärischer Dichte ab. Er wurde in einem Ehrengrab auf dem Wiener Zentralfriedhof bestattet.
Jakob Alt war der Vater und erste Lehrer seines erstgeborenen Sohnes Rudolf und des fast zehn Jahre jüngeren Franz Alt, die bei seinen Landschafts-Projekten mitarbeiteten, ehe sie mit eigenständigen Werken in Erscheinung traten.
Jakob Alts umfangreiches Herbarium befindet sich heute im Niederösterreichischen Landesmuseum.